# Zal Batmanglij
Zal Batmanglij (París, 27 de abril de 1980) es un director y guionista estadounidense. Dirigió y coescribió la película de 2011 Sound of My Voice y la película de 2013 The East, resultando ganador por ambas en el Festival de Cine de Sundance.

## Biografía
Zal Batmanglij nació en Francia en 1980, de padres iraníes, y creció en Washington D.C. Su madre, Najmieh Batmanglij, es una autora de libros de cocina, y su padre, Mohammad, publica los libros de su mujer, además de los de otros autores. Además, su hermano pequeño, Rostam Batmanglij, fue teclista, guitarrista y vocalista del grupo de indie rock “Vampire Weekend”.

### Estudios
Batmanglij estudió antropología e inglés en la Universidad de Georgetown, graduándose en 2002. Conoció al también director de cine independiente “Mike Cahill” en su clase de filosofía. Ambos conocieron también en la universidad de Georgetown a la actriz y guionista Brit Marling.

## Carrera
En 2011, Batmanglij debutó con la película Sound of My Voice, la cual escribió junto a Brit Marling, y que fue premiada en el Festival de Cine de Sundance. Poco tiempo después, Fox Searchlight Pictures compró Sound of My Voice, al igual que el siguiente guion de Batmanglij y Marling, The East, protagonizada por Ellen Page, y Alexander Skarsgård. La película se presentó en 2013 en Sundance.
Batmanglij y Marling colaboraron para crear la serie de drama  “The OA”, estrenada en Netflix el 16 de diciembre de 2016. Está escrita por Marling y Batmanglij, quienes producen la serie junto a Dede Gardner y Jeremy Kleiner, de Plan B Entertainment, y Michael Sugar de Anonymous Content.

## Filmografía

### Cine y televisión
| Título                                                                                           | Año  |
| ------------------------------------------------------------------------------------------------ | ---- |
| The Recordist (cortometraje)                                                                     | 2007 |
| Sound of My Voice                                                                                | 2011 |
| The East                                                                                         | 2013 |
| Wayward Pines (episodios "Our Town, Our Law", "One of Our Senior Realtors Has Chosen to Retire") | 2015 |
| The OA                                                                                           | 2016 |